# Protestantyzm w Karolinie Północnej

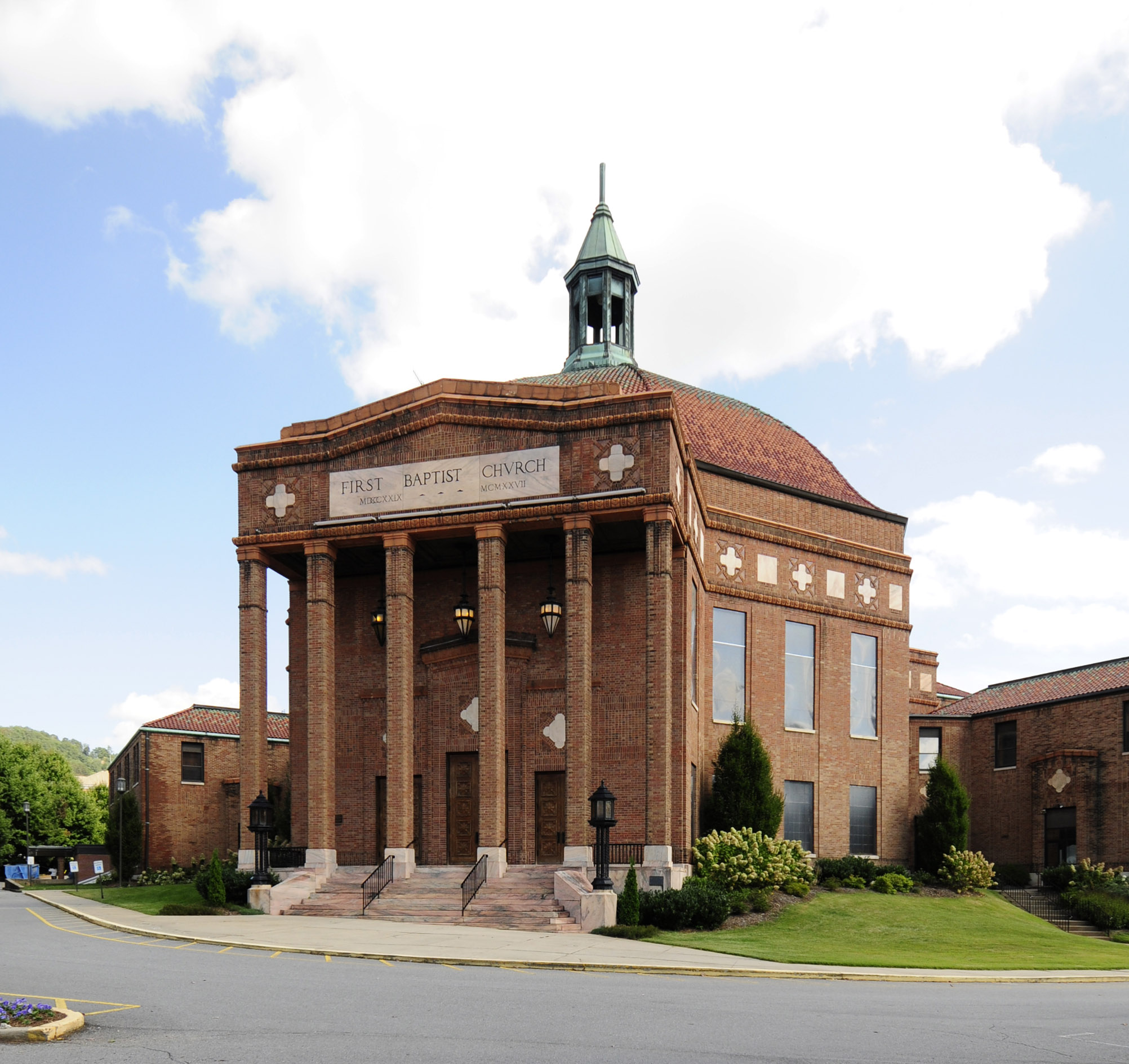
Pierwszy Kościół Baptystyczny w Asheville

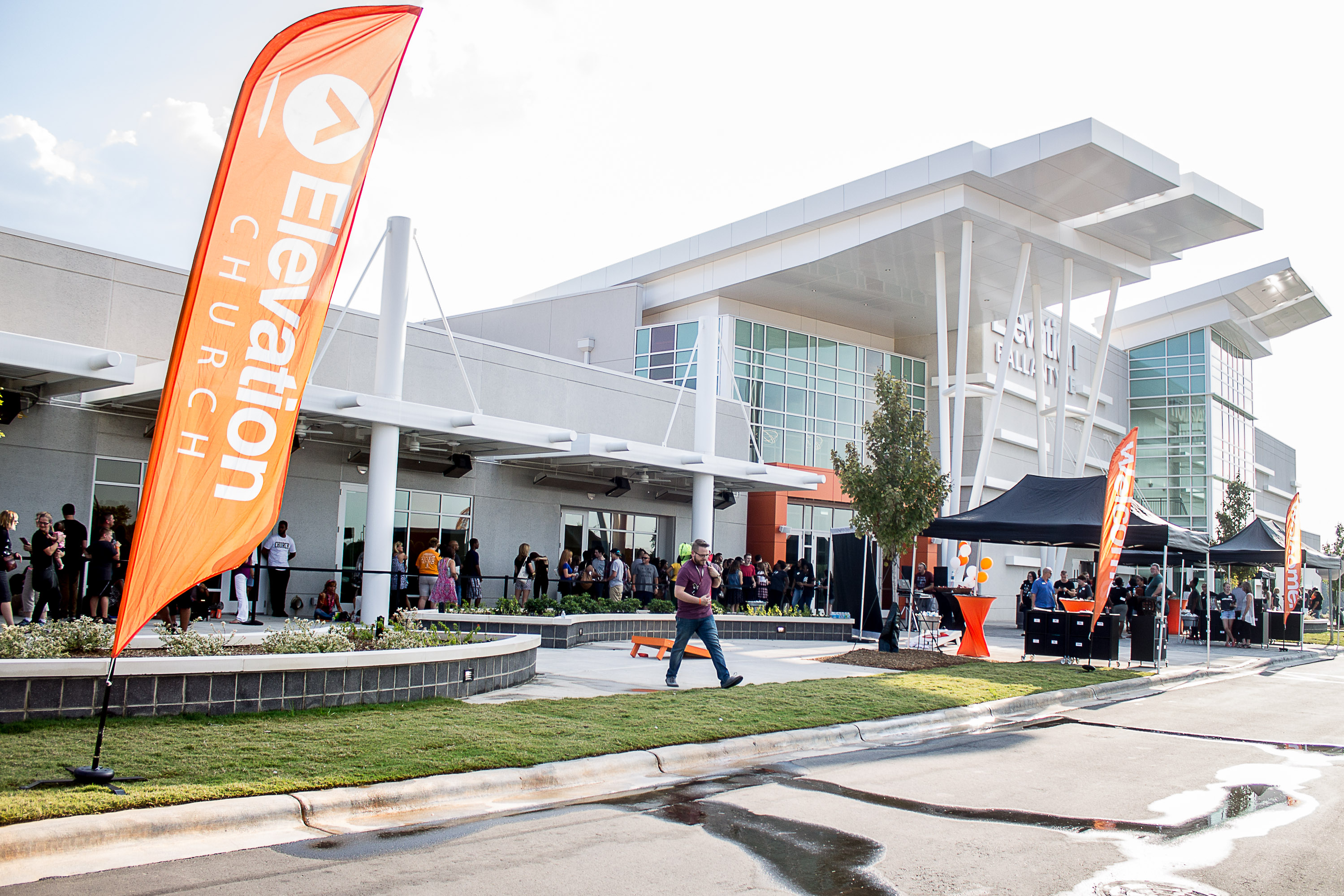
Megakościół baptystyczny Elevation Church w Charlotte

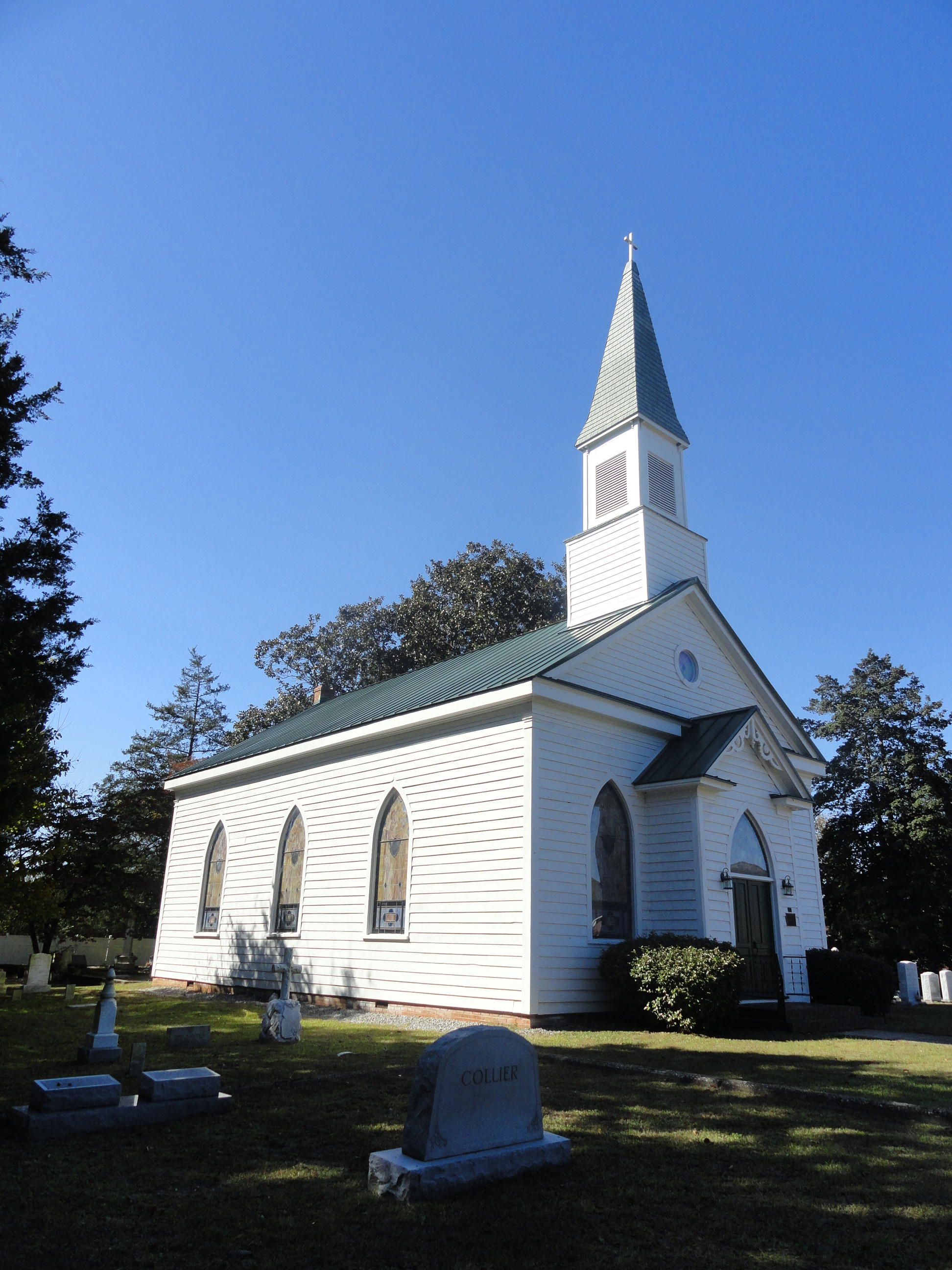
Zjednoczony Kościół Metodystyczny w Garysburgu

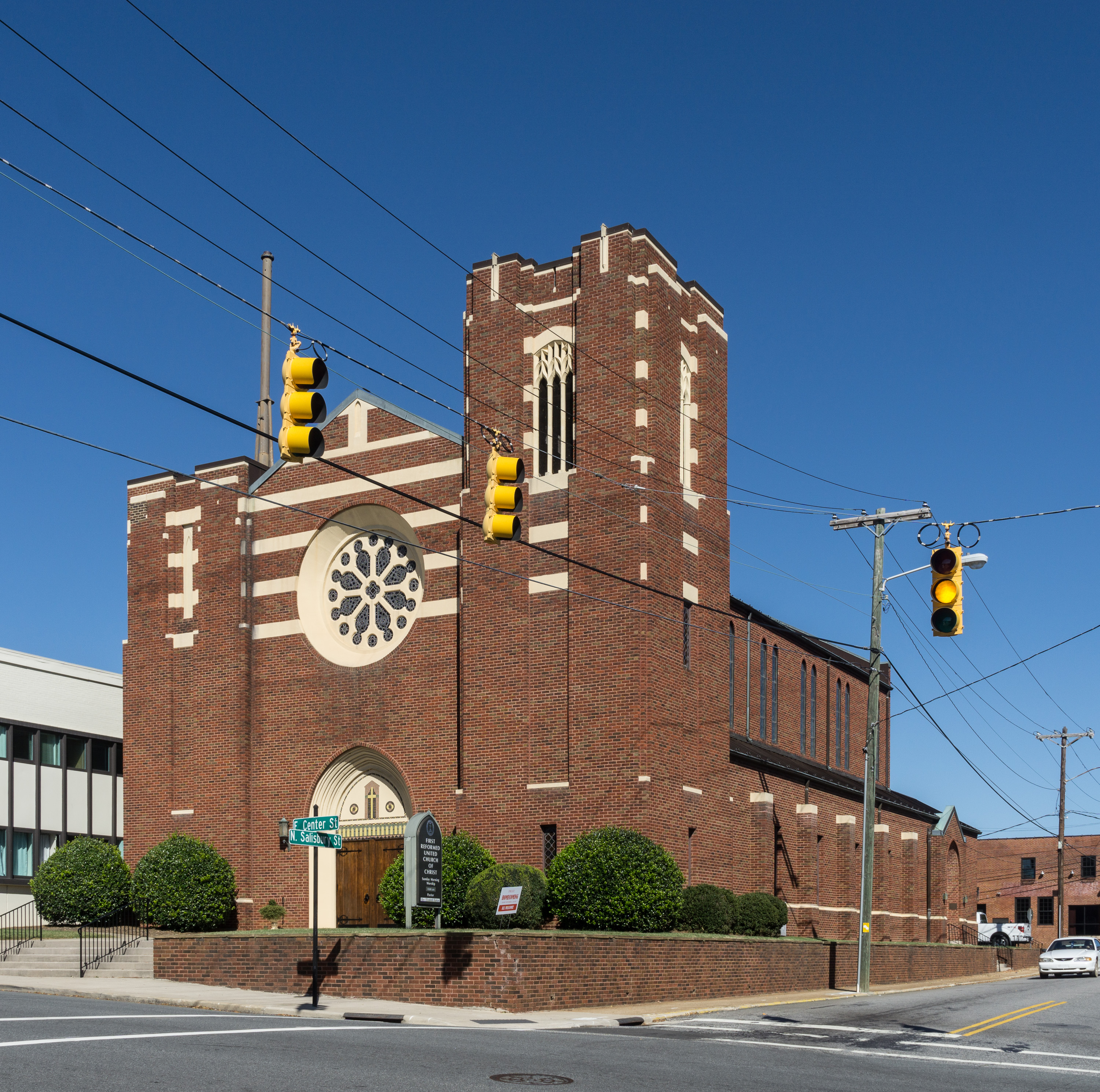
Pierwszy Kościół Reformowany w Lexington

Protestantyzm w Karolinie Północnej – społeczność Kościołów protestanckich w amerykańskim stanie Karolina Północna obejmuje 66% ludności. Protestantyzm reprezentowany jest przez trzy główne nurty: ewangelikalizm (35%), protestantyzm głównego nurtu (19%) i historycznych czarnych protestantów (12%). Największe wyznania stanowią: baptyści (31%), metodyści (8%), bezdenominacyjni (6%) i zielonoświątkowcy (6%). Inne mniejsze grupy to przede wszystkim: prezbiterianie, anglikanie, luteranie, campbellici, kongregacjonaliści, adwentyści dnia siódmego, ruch uświęceniowy i morawianie.
Według sondażu Pew Research Center w 2014 roku odpowiedzi mieszkańców stanu na pytania w sprawie wiary były następujące: 
- 73% – „Absolutnie, na pewno wierzę w Boga”,
- 15% – „Prawie na pewno wierzę w Boga”,
- 2% – „Niezbyt pewnie wierzę w Boga”,
- 1% – „Nie wiem, czy wierzę w Boga”,
- 7% – „Nie wierzę w Boga”,
- 1% – inna odpowiedź.

## Dane statystyczne
Największe wspólnoty protestanckie w stanie Karolina Północna według danych z 2010 roku:
| Lp. | Kościół                                             | Liczba zborów | Liczba członków | Procent ludności |
| 1.  | Południowa Konwencja Baptystyczna                   | 4241          | 1 513 059       | 15,87%           |
| 2.  | Zjednoczony Kościół Metodystyczny                   | 1923          | 659 064         | 6,91%            |
| 3.  | Bezdenominacyjni protestanci                        | 1948          | 565 051         | 5,93%            |
| 4.  | Kościół Prezbiteriański USA                         | 710           | 185 669         | 1,95%            |
| 5.  | Afrykański Kościół Metodystyczno-Episkopalny Syjonu | 613           | 109 087         | 1,84%            |
| 6.  | Kościół Boży (Cleveland)                            | 517           | 89 359          | 0,94%            |
| 7.  | Kościół Episkopalny                                 | 257           | 83 234          | 0,87%            |
| 8.  | Kościół Ewangelicko-Luterański w Ameryce            | 215           | 69 163          | 0,73%            |
| 9.  | Zielonoświątkowy Kościół Świętości                  | 380           | 57 414          | 0,6%             |
| 10. | Zbory Boże                                          | 277           | 56 086          | 0,59%            |
| 11. | Amerykańskie Kościoły Baptystyczne w USA            | 44            | 48 513          | 0,51%            |
| 12. | Narodowa Konwencja Baptystyczna USA                 | 105           | 48 281          | 0,51%            |
| 13. | Afrykański Kościół Metodystyczno-Episkopalny        | 189           | 36 281          | 0,38%            |
| 14. | Oryginalna Konwencja Wolnej Woli Baptystów          | 238           | 35 921          | 0,38%            |
| 15. | Zjednoczony Kościół Chrystusa                       | 161           | 31 795          | 0,33%            |
| 16. | Kościoły Chrześcijańskie i Kościoły Chrystusowe     | 155           | 31 344          | 0,33%            |
| 17. | Kościół Adwentystów Dnia Siódmego                   | 166           | 29 414          | 0,31%            |
| 18. | Kościół Chrześcijański (Uczniowie Chrystusa)        | 305           | 26 932          | 0,28%            |
| 19. | Narodowe Stowarzyszenie Wolnej Woli Baptystów       | 195           | 26 165          | 0,27%            |
| 20. | Kościoły Chrystusowe                                | 197           | 24 248          | 0,25%            |
| 21. | Kościół Wesleyański                                 | 170           | 23 708          | 0,25%            |
| 22. | Kościół Boży w Chrystusie                           | 75            | 22 849          | 0,24%            |
| 23. | Kościół Luterański Synodu Missouri                  | 62            | 22 160          | 0,23%            |
| 24. | Kościół Prezbiteriański w Ameryce                   | 109           | 20 084          | 0,21%            |
| 25. | Narodowa Misyjna Konwencja Baptystyczna             | 85            | 15 549          | 0,16%            |
| 26. | Kościół Morawski w Ameryce                          | 47            | 14 422          | 0,15%            |
| 27. | Międzynarodowy Kościół Poczwórnej Ewangelii         | 47            | 9536            | 0,1%             |
| 28. | Zjednoczony Święty Kościół Ameryki                  | 158           |                 |                  |
| 29. | Zielonoświątkowy Kościół Wolnej Woli Baptystów      | 131           |                 |                  |
| 30. | Zjednoczony Kościół Zielonoświątkowy                | 68            |                 |                  |